# Hargest
Pour l’article homonyme, voir James Hargest.
Hargest est une banlieue de la ville la plus au sud de l’Île du Sud de la Nouvelle-Zélande qui est la cité d’Invercargill.

## Démographie
Le secteur d’Hargest couvre 1,03 km2 et a une population estimée à 2 190 résidents en  juin 2022 avec une densité de population de 2 070 personnes par km2.
Hargest avait une population de 2 070 habitants lors du recensement de 2018 en Nouvelle-Zélande, une augmentation de 75 personnes(3,8 %) depuis le recensement de 2013, et une augmentation de 51 personnes (2,5 %) par rapport au recensement de 2006 en Nouvelle-Zélande.
Il y a 798 logements avec 1 002 hommes et 1 068 femmes, donnant un sexe-ratio de 0,94 homme pour une femme.
L’âge médian est de 36,9 ans (comparé avec les 37,4 ans au niveau national), avec 447 personnes (21,6 %) âgées de moins de 15 ans, 408 personnes (19,7 %) âgées de 15 à 29 ans, 948 personnes (45,8 %) âgées de 30 à 64 ans , et 270 personnes (13,0 %) âgées de 65 ans ou plus.
L’ethnicité est pour 88,7 % européens/Pākehā, 10,4 % Māori, 2,3 % personnes venant du Pacifique , 5,7 % d’origine asiatiques et 3,5 % d’une autre ethnicité (le total peut faire plus de 100 % dans la mesure où une personne peut s’identifier de multiples ethnicités en fonction de sa parenté).
La proportion de personnes nées outre-mer est de 13,5 %, comparée avec les 27,1 % au niveau national.
Bien que certaines personnes refusent de donner leur religion, 49,9 % n'ont aucune religion, 40,3 % sont chrétiens, 0,3 % sont hindouistes, 0,3 % sont musulmans, 1,2 % sont bouddhistes et 1,4 % ont une autre religion.
Parmi ceux d’au moins 15 ans d’âge, 387 personnes (23,8 %) ont une licence ou un degré supérieur et 267 personnes (16,5 %) n’ont aucune qualification formelle.
Le revenu médian est de 37,800 $, comparé avec les 31,800 $ au niveau national.
309 personnes 9,0 % gagnent plus de 70,000 $ comparées aux 17.2% au niveau national.
Le statut d’emploi de ceux d’au moins 15 ans d’âge est pour 927 personnes (57,1 %) un emploi à temps plein, pour 243 personnes (15,0 %) un emploi à temps partiel et 45 personnes (2,8 %) sont sans emploi.

## Éducation
- Le James Hardest College Senior campus (en) est dans la localité de Hargest et fournit une éducation pour les années 9 à 13.

Le college, qui a aussi un campus junior dans la ville proche de  Rosedale pour les élèves de l’année 7 et 8, est une école secondaire publique avec un effectif de 1 810 élèves sur l’ensemble des deux campus en novembre 2022.
Il a ouvert en 1958 sous le nom de « James Hargest High School », et devint le « James Hargest College » avec l’ajout du campus junior comme une partie de la consolidation des écoles en 2004.
- L’école de « Salford School » est une école contribuant au primaire, assurant de l’année 1 à 6[6] avec un effectif de 280 élèves. L’école a ouvert en 1970[7].